# Break the Science Barrier
Break the Science Barrier – telewizyjny film dokumentalny napisany i zrealizowany przez Richarda Dawkinsa. Zadaniem filmu jest udowodnienie, że praca naukowca jest nie tylko pożyteczna, ale intelektualnie stymulująca i ekscytująca. Autor przeprowadza wywiady z wieloma znanymi postaciami ze świata nauki i nie tylko. Film zawiera wiele wątków obecnych w wydanej dwa lata później książce Rozplatanie tęczy.
Pierwotnie wyemitowany przez Channel 4 w Wielkiej Brytanii – zapoczątkował współpracę pomiędzy tą stacją a Dawkinsem. Ponad dziesięć lat później wydany na DVD.